# Marcelo Moreira
Marcelo Moreira, noto in Brasile con lo pseudonimo Vereia (Pato Branco, 17 gennaio 1978), è un ex giocatore di calcio a 5 e allenatore di calcio a 5 brasiliano naturalizzato italiano, di ruolo pivot.

## Carriera

### Giocatore

#### Club
Originario del Paraná, inizia a giocare a futsal con la Wimpro di Guarulhos, per poi girare per altre società pauliste quali Palmeiras, Barueri, Corinthians e San Paolo. Nel 2004 viene acquistato dall'Atlântico Erechim con cui la stagione successiva raggiunge la finale play-off della Liga Futsal persa contro il Jaraguá. La prima stagione giocata nella Lazio Nepi gli riserva la medesima sorte: lo scudetto 2007 è appannaggio della Luparense che supera i biancocelesti per 4-2 nella decisiva Gara-2. Nella stagione 2008-09 si trasferisce al Torrino in Serie A2, con la cui maglia vince una Coppa Italia di categoria. Dopo un'ulteriore stagione con la Lazio nella massima serie, nella stagione 2010-11 si trasferisce al Fiumicino con cui firma un biennale: nel primo anno conquista la promozione in Serie A e raggiunge la finale di Coppa Italia, mentre nel secondo gli aeroportuali perdono i play-out salvezza contro il Venezia. Il campionato seguente gioca nella Lodigiani vincendo la Serie C1 regionale e la Coppa Italia di Serie C1; le 50 reti messe a segno gli valgono inoltre il titolo di capocannoniere. Nell'estate 2014 firma un contratto annuale con la Futsal Isola, facendo ritorno in Serie A2.A dicembre 2016 nel mercato invernale viene ingaggiato dalla A.S.Mirafin in serie B con le sue 119 presenze e 94 reti nei sei anni in maglia rossoblu diventa l'idolo della tifoseria.Nel 2022 firma per lo United Pomezia, nella stagione 23-24 gioca per il Real Ciampino perdendo i play off per la promozione in A2. Nella stagione 24-25 scende di categoria in C1 con l'Ardea.

#### Nazionale
In possesso della doppia cittadinanza, con la Nazionale italiana ha giocato in totale 5 partite, concentrate nel 2009, mettendo a segno 4 reti. Ha debuttato il 23 settembre 2009 in occasione dell'incontro amichevole giocato a Nagoya contro il Giappone terminato a reti inviolate. Contro i medesimi avversari il giorno successivo realizza la prima rete in Nazionale, siglando il gol del momentaneo 2-2 (la partita si concluderà con la vittoria italiana per 4-3). Il 28 ottobre seguente realizza una tripletta ai danni della Bielorussia.

### Allenatore
Laureato in Scienze Motorie, possiede il patentino di allenatore di calcio a 5 di primo livello. Nella stagione 2013-14 affianca all'attività di giocatore quella di allenatore nel settore giovanile della Lodigiani.

## Palmarès
- Campionato di Serie A2: 2

Fiumicino: 2010-11
Isola: 2015-16
- Coppa Italia di Serie A2: 1

Torrino: 2008-09
- Coppa Italia di Serie C1: 1

Lodigiani: 2012-2013

### Campionato di Serie C1: 2
Lodigiani 2012-2013
Ardea  2025-2025
Super Coppa  1
Ardea  2024-2025